# Västergötland

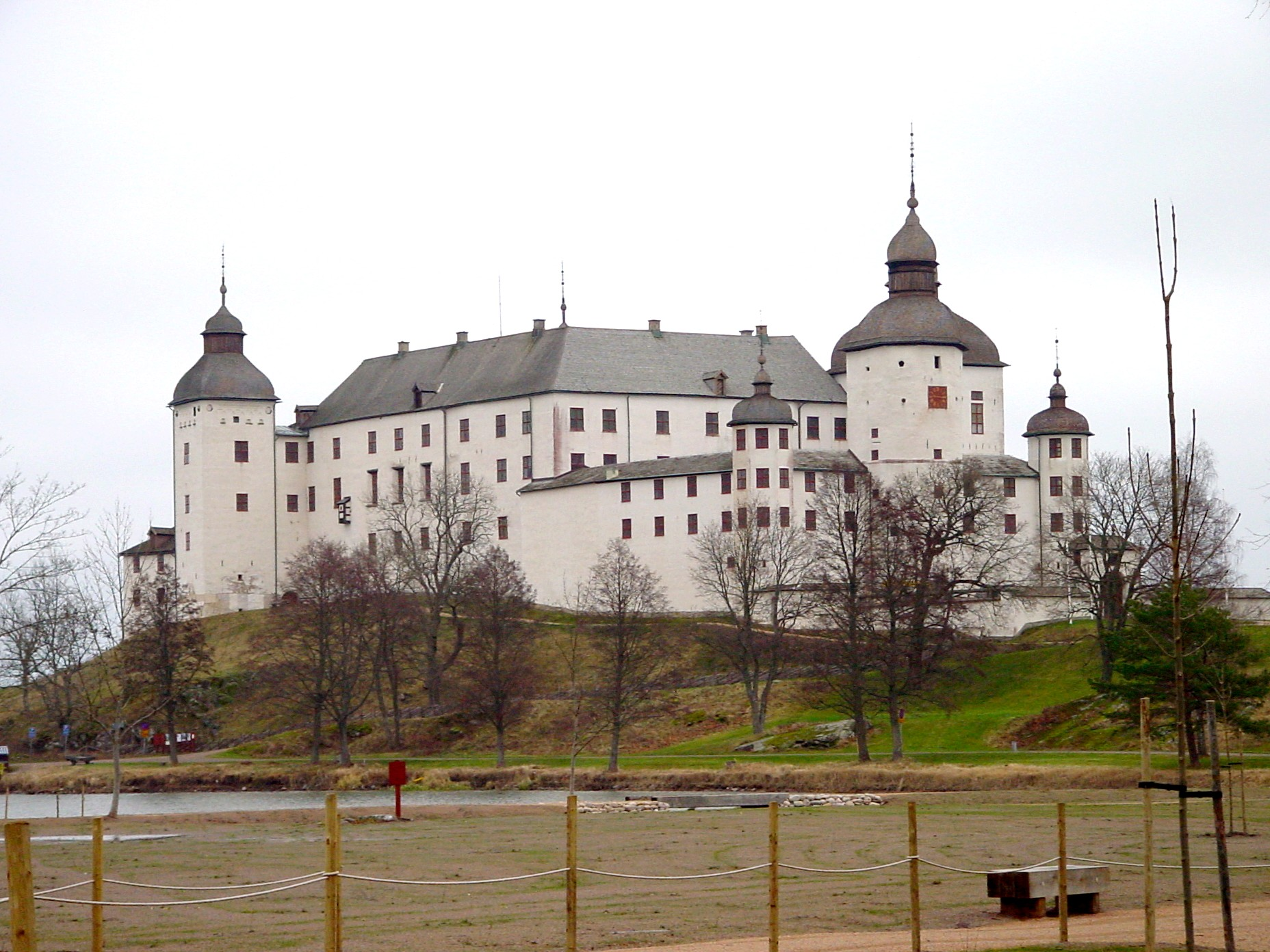
Castelo de Läckö

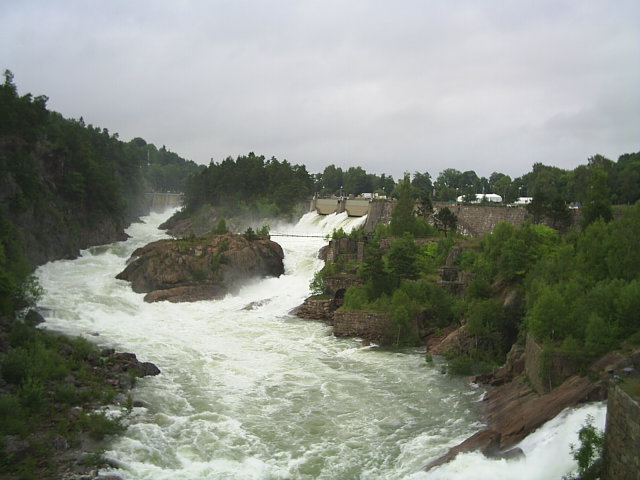
Rio Göta no município de Trollhättan

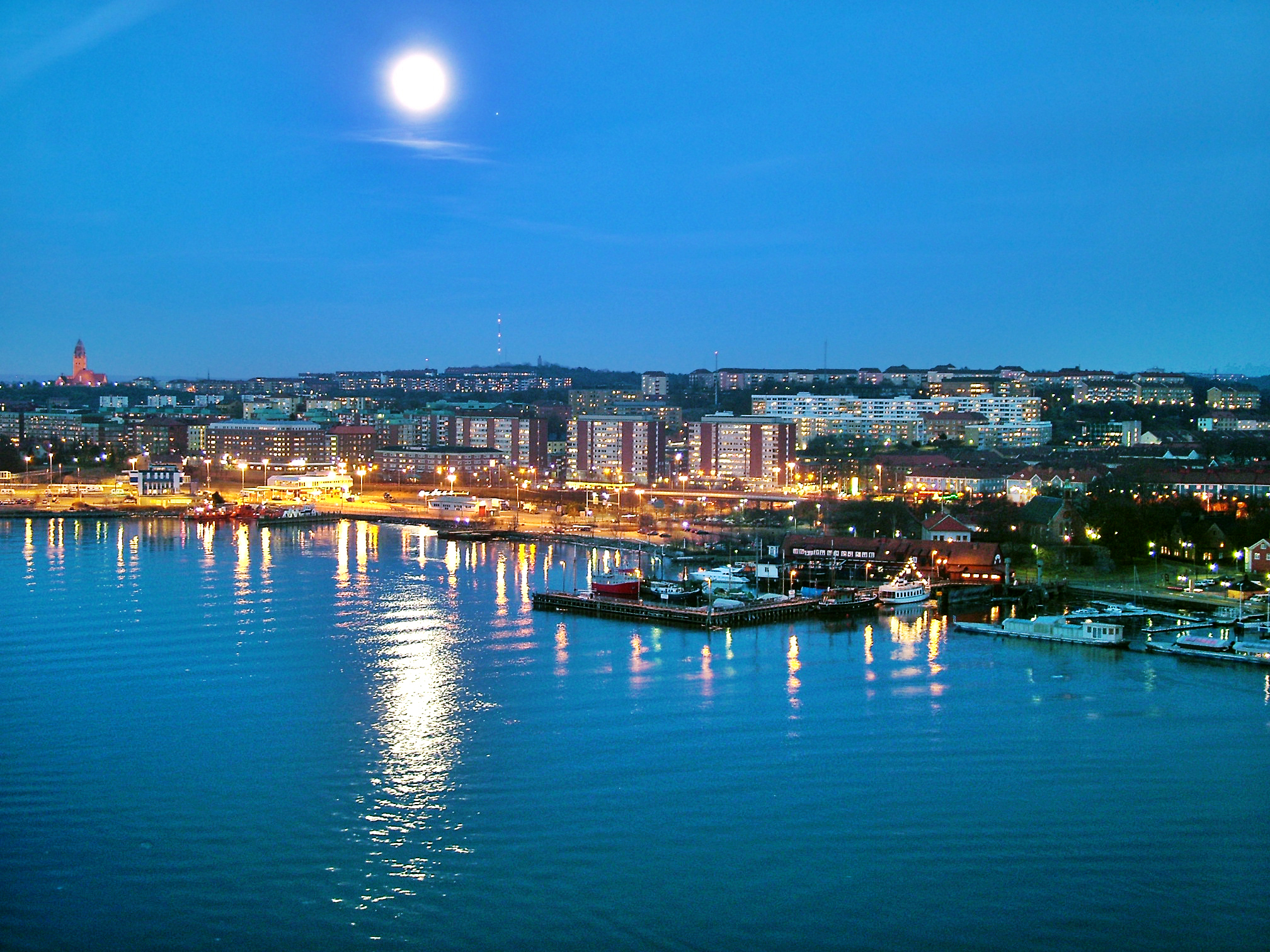
A cidade de Gotemburgo
vista da ponte Älvsborg

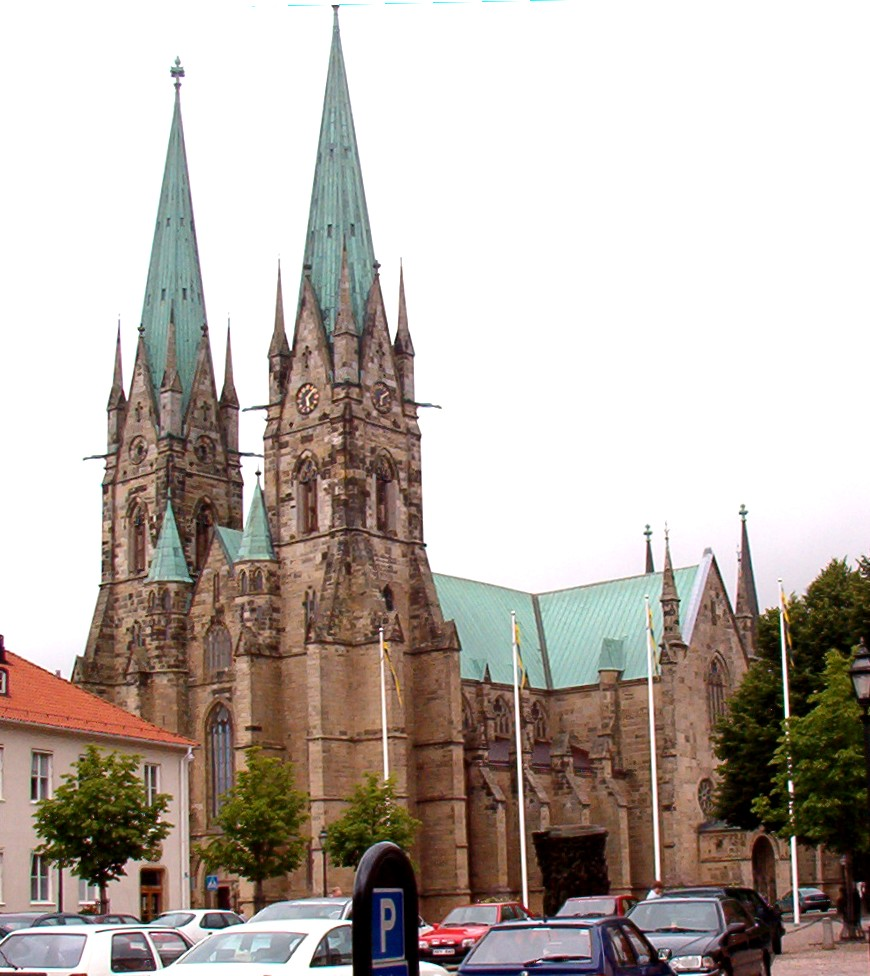
A catedral de Skara

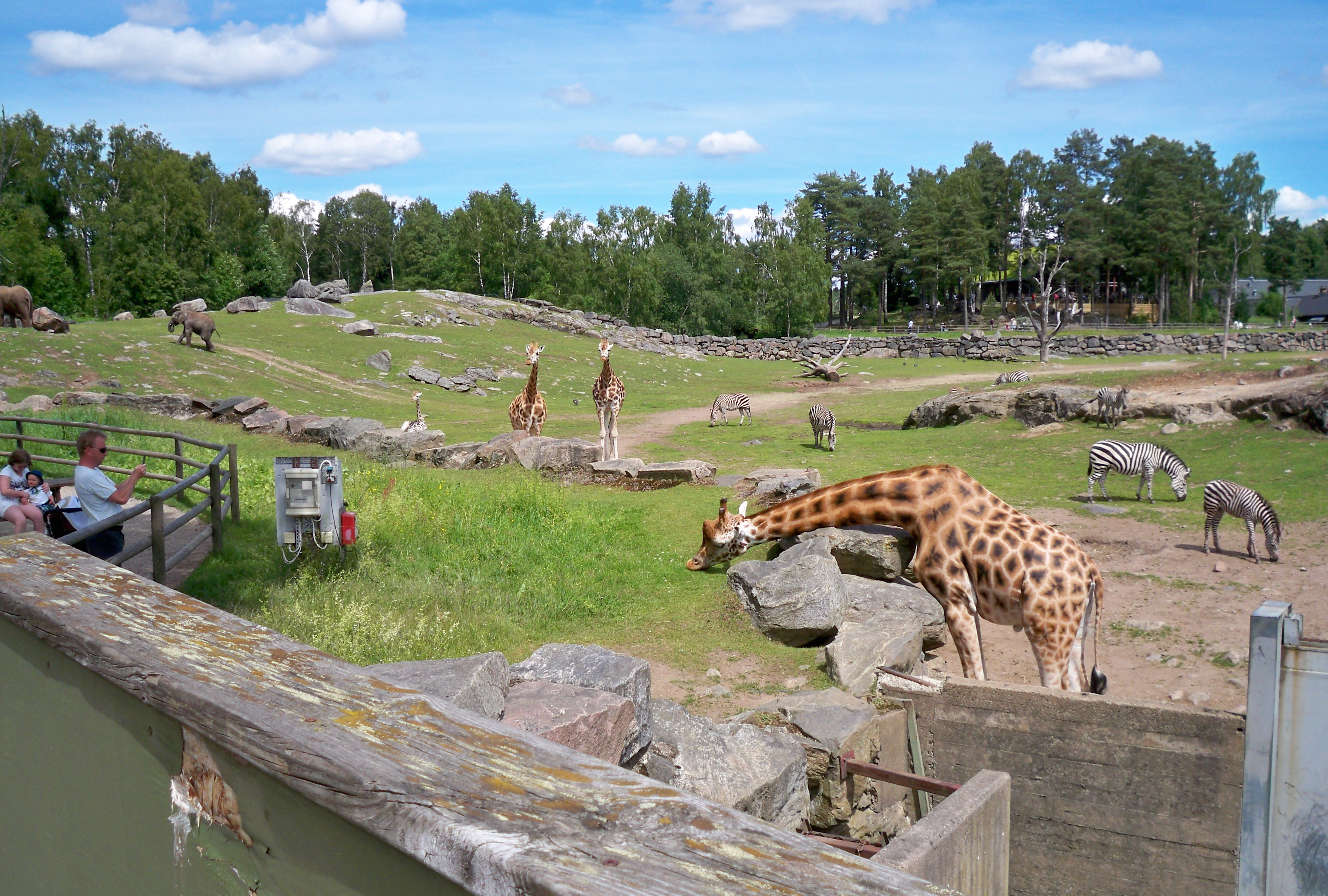
O Jardim Zoológico de Borås

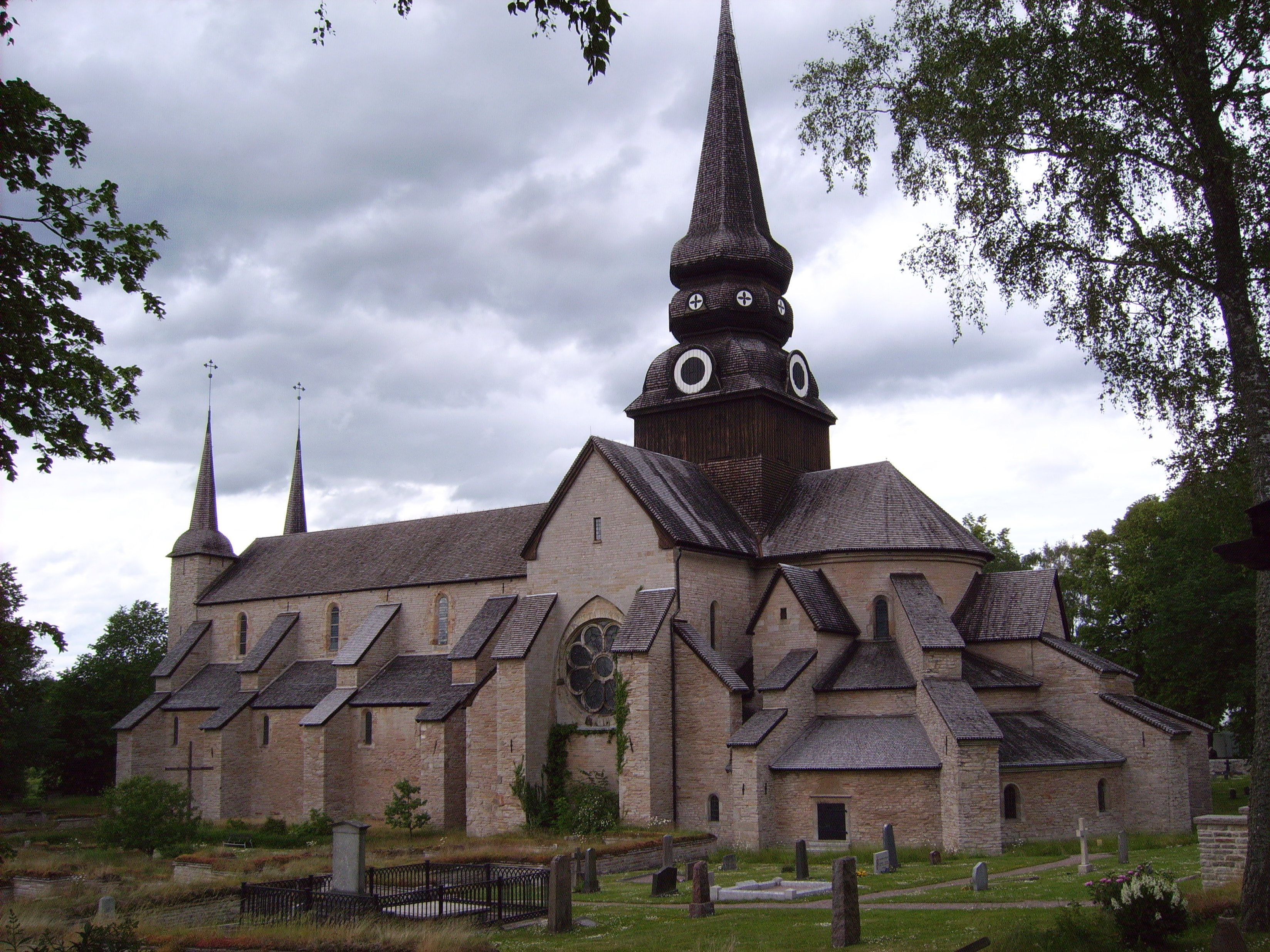
O convento de Varnhem

A Västergötland (  PRONÚNCIA), raramente Gotalândia Ocidental, é uma das mais antigas províncias históricas (landskap) da Suécia, situada na região histórica (landsdel) da Gotalândia (Götaland), no sudoeste do país.

Ocupa 4% da superfície total do país, e tem uma população de  1 410 554 habitantes (2023).

Está localizada entre o estreito do Categate, o lago Vänern e o lago Vättern, sendo limitada a oeste pela Halland e Bohuslän, a norte pela Dalsland, Värmland e Närke e a leste pela Östergötland e Småland.

A Västergötland é conhecida pela sua história antiga e medieval, e pela sua tradição agrícola - com grande produção de cereais e de oleaginosas, assim como criação de vacas e fabrico de vários tipos de queijos.                                                                                                                                Hoje em dia, tem uma grande força industrial, comercial e portuária. 
Como província histórica, não possui atualmente funções administrativas, nem significado político, mas está diariamente presente nos mais variados contextos, como por exemplo em Västergötlands museum (Museu da Västergötland), Västgöta Bladet (jornal regional) e Västergötlands ishockeyförbund (federação regional de hóquei no gelo). 
A Princesa Vitória, herdeira do trono da Suécia, tem o título simbólico de Duquesa da Västergötland (hertiginna av Västergötland). 

## Etimologia e uso
O nome da província deriva de Vxstra (”lado ocidental”) e Gotland (”terra dos Götas”).                                                     'Västergötland seria assim a "Parte Ocidental da Terra dos Götas".

 
A primeira ocorrência conhecida do nome da província é uma forma latinizada por Adão de Bremen no século XI - Westragothia. Outra ocorrência posterior é Wæstragötland, em sueco antigo no ano de 1317.

| “                                                                     | Verum Westragothia confinis est provinciae Danorum, quae Sconia dicitur. | ” |
| — Adão de Bremen, Gesta Hammaburgensis ecclesiae pontificum, c.a 1070 |                                                                          |   |

| “                                                                                | Thy æpter wart Rikis Radh som i thetta sin nær Oss stadde varo, swasom Herra Mattis Kætilmundson wars Rikis Drotzste, Herra Knwt Laghman i Wæstragötland,... | ” |
| — Hertig Erik (Duque Erik), Svenskt Diplomatarium (Diplomatarium Suecanum), 1317 | |   |

Em textos em português costuma ser usada a forma original Västergötland.

| “ | Olof teria limitado a disseminação do cristianismo em seu reino à província de Västergötland… | ” |

## Província histórica e condado atual
A maior parte da província histórica da Västergötland pertence atualmente ao condado de Västra Götaland.
        Uma pequena parte está, todavia, integrada nos condados de Jönköping, Halland e Örebro.

As províncias históricas da Suécia
A Província histórica da Västergötland
O Condado da Västra Götaland

## História
A Västergötland foi uma das principais províncias históricas da Suécia durante a Idade Média, especialmente durante os séculos XI, XII e XIII. Foi talvez a primeira província a ser cristianizada e foi a primeira a ser regida por uma  lei provincial, escrita em sueco por volta de 1220.  Deu vários reis ao recém-formado Reino da Suécia.

### Heráldica
O brasão de armas já existia, de forma um pouco diferenciada, no século XIII, apresentando um leão dividido diagonalmente em negro e dourado, com um fundo também dividido diagonalmente nas cores opostas.

## Geografia
O norte e o oeste da província é constituído por uma vasta planície agrícola - a Planície de Västgötaslätten, o sul e o leste por terras altas cobertas de florestas - o Planalto do Sul da Suécia.

Na parte norte da província existem 13 montanhas com a forma de ”planalto escarpado” (platåberg), conhecidas como Västgötabergen, com destaque para Billingen, Kinnekulle, Halleberg e Ållleberg.                                                                         No sul e no nordeste abundam os lagos. 

A sua principal cidade é Gotemburgo (a segunda maior do país, o maior porto, a segunda maior cidade industrial), seguida de Borås, Skara, Mariestad, Lidköping, Vänersborg, Trollhättan e Skövde. 

| - Terras baixas: Planície da Gotalândia Ocidental (Västgötaslätten) - Terras altas: Planalto do Sul da Suécia (Sydsvenska höglandet) - Montanhas: Galtåsen, Kinnekulle, Billingen, Ålleberg, Mösseberg, Hunneberg e Halleberg - Lagos: Vänern, Vättern, Mjörn, Anten, Åsunden, Lygnern, Fegen, Hornborga, Unden, Viken e Skagern - Rios: Gota (o grande curso de água da província), Ätran, Viskan e Save. - Ilhas: Hisingen e Kallandsö. |

### Maiores cidades
- Gotemburgo
- Borås
- Trollhättan
- Skövde
- Lidköping
- Alingsås
- Vänersborg
- Mariestad
- Falköping
- Hjo
- Mölndal
- Skara
- Tidaholm
- Ulricehamn

### Municípios da Västergötland
- Ale
- Alingsås
- Bollebygd
- Borås
- Essunga
- Falköping
- Grästorp
- Gullspång
- Gotemburgo
- Götene
- Habo
- Herrljunga
- Hjo
- Härryda
- Karlsborg
- Lerum
- Lidköping
- Lilla Edet
- Mariestad
- Mark
- Mullsjö
- Mölndal
- Partille
- Skara
- Skövde
- Svenljunga
- Tibro
- Tidaholm
- Tranemo
- Trollhättan
- Töreboda
- Ulricehamn
- Vara
- Vårgårda
- Vänersborg

## Dialetos da Gotalândia Ocidental
Os vários dialetos falados na Gotalândia Ocidental fazem parte do dialeto gota (götamål), falado na região histórica da Gotalândia. 

## Comunicações
A província da Västergötland é atravessada no sentido do nordeste pela estrada europeia E20, em direção a Estocolmo, passando pelas cidades de Gotemburgo, Alingsås, Skara e Mariestad.

Gotemburgo, e em menor grau Borås, são importantes nós ferroviários onde convergem várias linhas férreas. A Linha do Oeste atravessa a província em direção a nordeste, passando por Gotemburgo, Alingsås e Skövde; a Linha de Costa a Costa atravessa a província no sentido transversal, passando por Gotemburgo e Borås.

A província está servida pelo Aeroporto de Gotemburgo-Landvetter, a 25 km de Gotemburgo, assim como pelo aeroporto de Trollhättan-Vänersborg, a 5 km de Trollhättan e 8 km de Vänersborg.

O porto de Gotemburgo é o principal porto de mercadorias e de passageiros da província.

O Canal de Göta une o lago Vänern ao mar Báltico, atravessando as províncias da Västergötland e Östergötland, sendo hoje em dia uma atração turística de renome. Junto ao Vänern, o canal de Trollhättan e o rio Gota permitem viajar de barco entre Gotemburgo e Estocolmo.

| - Estradas europeias: E20, E45 e E6 - Estradas nacionais: 27, 40, 47 - Linhas ferroviárias: Linha do Oeste, Linha de Costa a Costa, Linha da Bohuslän, Linha de Älvsborg - Aeroportos: Landvetter - Portos: Porto de Gotemburgo - Canais: Canal de Göta, Canal de Trollhättan |

## Economia

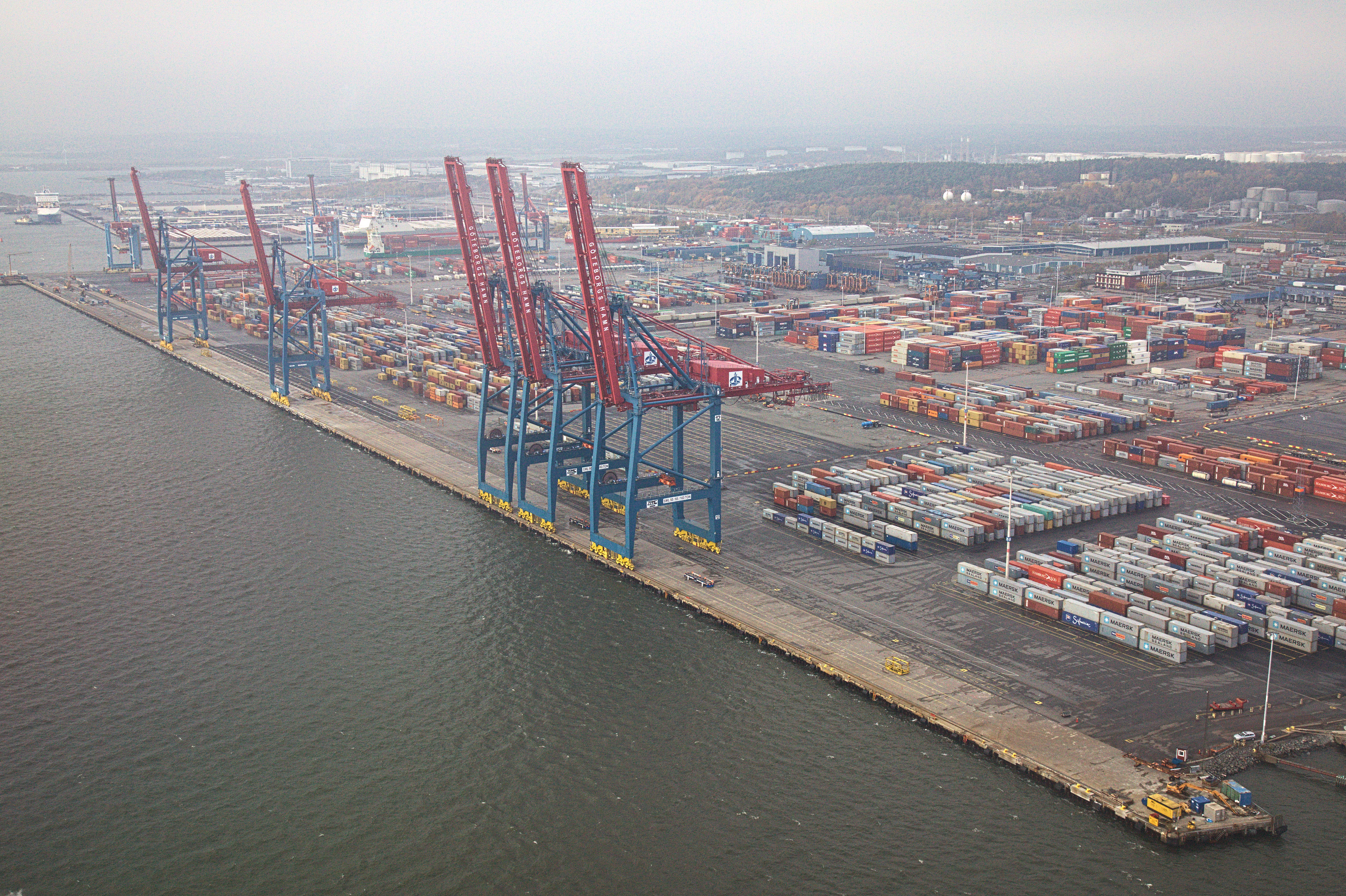
Vista aérea do porto de Gotemburgo

A economia tradicional da Västergötland está associada à agricultura e à criação de gado, sobretudo na grande planície da Västergötland, situada a sul do lago Vänern. A província conta com uma extensa produção de cereais e oleaginosas, a par de uma grande criação de vacas e porcos, para além de cavalos, ovelhas e galinhas. Numa parte significativa  do sul e nordeste, as florestas dominam, e com estas a atividade florestal.

Nos nossos dias, a atividade industrial é mais importante na província.                                                                                             A indústria agro-alimentar fabrica, entre outras coisas, queijo (Hergårdsost, Svecia, Prästost), de que a Västergötland é a maior produtora do país.
                                                                                                           
Muitas outras indústrias existem em várias cidades com destaque para Gotemburgo, acompanhada por outras urbes como Trollhättan, Borås, Tidaholm, Skara, Skövde, Mariestad, Mölndal, Alingsås, Vänersborg e Lidköping, onde são produzidos carros, camiôes (br: caminhões), medicamentos e equipamento de telecomunicações, para além de frigoríficos, cimento e fósforos.

O porto de Gotemburgo é o maior da Escandinávia, movimentando cargas e passageiros, e assegurando uma grande parte da exportações e importações da Suécia.  

No campo do ensino, é de destacar a Universidade de Gotemburgo e a Universidade Técnica Chalmers, em Gotemburgo, assim como instituições como a Escola Superior de Borås, a Escola Superior de Belas-Artes de Valand, a Escola Superior de Skövde, a Escola Superior do Oeste da Suécia.

## Património histórico, cultural e turístico
Além dos destinos turísticos de Gotemburgo, existem muitos outros sítios que merecem ser destacados:

- Forte de Karlsborg (Karlsborgs fästning) [25]
- Castelo de Läckö (Läckö slott) [26][20][25]
- Palácio de Gunnebo (Gunnebo Slott)
- Lago Hornborgasjön (Hornborgasjön) [26][20][25]
- Parque recreativo de Skara (Skara sommarland) [26][25]
- Montanha de Kinnekulle (Kinnekulle) [20][25]
- Canal de Gota (Göta kanal) [25]
- Convento de Varnhem (Varnhems kloster) [25]
- Parque Nacional de Tiveden (Tivedens Nationalpark) [25]
- Quedas de água de Trollhättan (Trollhättefallen) [26][20][25]
- Museu da Västergötland (Västergötlands museum) [25]
- Casa de Torpa (Torpa Stenhus, castelo do século XV)
- Catedral de Skara (Skara domkyrka) [27]
- Igreja de Husaby (Husaby kyrka) [27]
- Propriedade agrícola de Bjurum (Stora Bjurum)
- Palácio de Nääs (Nääs Slott) [27]
- Manufatura de Forsvik (Forsviks bruk)
- Museu do Têxtil (Textilmuseet, em Borås)
- Jardim Zoológico de Borås (Borås djurpark) [26][20]
- Museu de Rydal (Rydals Museum)
- Museu de Dalén (Dalénmuseet, em Stenstorp)
- Cidade de madeira de Hjo (Trästaden Hjo) [27]
- Igreja de Habo (Habo kyrka)
- Montanha de Hunneberg (Hunneberg) [20]
- Liseberg  (Liseberg) [20]
- Montanha de Halleberg (Halleberg) [20]
- Karlatornet (arranha-céus em Gotemburgo)